# Tulle Agglo
Die Tulle Agglo ist ein französischer Gemeindeverband mit der Rechtsform einer Communauté d’agglomération im Département Corrèze in der Region Nouvelle-Aquitaine. Er wurde am 16. Dezember 1993 gegründet und umfasst 43 Gemeinden (Stand: 1. Januar 2019). Der Verwaltungssitz befindet sich in der Stadt Tulle.

## Historische Entwicklung
Der ursprünglich aus 37 Gemeinden bestehende Verband wurde mit Wirkung vom 1. Januar 2017 durch die Auflösung einiger Gemeindeverbände um acht Gemeinden erweitert.
Zum 1. Januar 2019 bildeten die ehemaligen Gemeinden Lagarde-Enval und Marc-la-Tour die Commune nouvelle Lagarde-Marc-la-Tour und die ehemaligen Gemeinden Laguenne und Saint-Bonnet-Avalouze die Commune nouvelle Laguenne-sur-Avalouze. Dadurch verringerte sich die Anzahl der Mitgliedsgemeinden auf 43.

## Mitgliedsgemeinden
| Gemeinde                   | Einwohner 1. Januar 2022 | Fläche km² | Dichte Einw./km² | Code INSEE | Postleitzahl |
| -------------------------- | ------------------------ | ---------- | ---------------- | ---------- | ------------ |
| Bar                        | 307                      | 20,82      | 15               | 19016      | 19800        |
| Beaumont                   | 115                      | 10,90      | 11               | 19020      | 19390        |
| Chamboulive                | 1.158                    | 46,80      | 25               | 19037      | 19450        |
| Chameyrat                  | 1.492                    | 18,95      | 79               | 19038      | 19330        |
| Champagnac-la-Prune        | 150                      | 13,27      | 11               | 19040      | 19320        |
| Chanac-les-Mines           | 421                      | 13,26      | 32               | 19041      | 19150        |
| Chanteix                   | 615                      | 19,47      | 32               | 19042      | 19330        |
| Clergoux                   | 411                      | 16,11      | 26               | 19056      | 19320        |
| Cornil                     | 1.283                    | 19,66      | 65               | 19061      | 19150        |
| Corrèze                    | 1.173                    | 34,16      | 34               | 19062      | 19800        |
| Espagnac                   | 381                      | 23,63      | 16               | 19075      | 19150        |
| Eyrein                     | 510                      | 26,39      | 19               | 19081      | 19800        |
| Favars                     | 1.121                    | 11,88      | 94               | 19082      | 19330        |
| Gimel-les-Cascades         | 765                      | 20,86      | 37               | 19085      | 19800        |
| Gros-Chastang              | 184                      | 13,37      | 14               | 19089      | 19320        |
| Gumond                     | 99                       | 9,87       | 10               | 19090      | 19320        |
| La Roche-Canillac          | 127                      | 3,02       | 42               | 19174      | 19320        |
| Ladignac-sur-Rondelles     | 405                      | 10,18      | 40               | 19096      | 19150        |
| Lagarde-Marc-la-Tour       | 935                      | 28,14      | 33               | 19098      | 19150        |
| Lagraulière                | 1.189                    | 30,75      | 39               | 19100      | 19700        |
| Laguenne-sur-Avalouze      | 1.565                    | 12,15      | 129              | 19101      | 19150        |
| Le Chastang                | 348                      | 7,87       | 44               | 19048      | 19190        |
| Le Lonzac                  | 819                      | 35,97      | 23               | 19118      | 19470        |
| Les Angles-sur-Corrèze     | 126                      | 4,73       | 27               | 19009      | 19000        |
| Naves                      | 2.318                    | 35,93      | 65               | 19146      | 19460        |
| Orliac-de-Bar              | 256                      | 14,97      | 17               | 19155      | 19390        |
| Pandrignes                 | 167                      | 8,45       | 20               | 19158      | 19150        |
| Pierrefitte                | 93                       | 10,01      | 9                | 19166      | 19450        |
| Saint-Augustin             | 417                      | 29,31      | 14               | 19181      | 19390        |
| Saint-Clément              | 1.383                    | 26,56      | 52               | 19194      | 19700        |
| Saint-Germain-les-Vergnes  | 1.149                    | 19,15      | 60               | 19207      | 19330        |
| Saint-Hilaire-Peyroux      | 997                      | 18,89      | 53               | 19211      | 19560        |
| Saint-Jal                  | 599                      | 26,55      | 23               | 19213      | 19700        |
| Saint-Martial-de-Gimel     | 485                      | 24,04      | 20               | 19220      | 19150        |
| Saint-Mexant               | 1.331                    | 18,64      | 71               | 19227      | 19330        |
| Saint-Pardoux-la-Croisille | 175                      | 16,36      | 11               | 19231      | 19320        |
| Saint-Paul                 | 237                      | 14,10      | 17               | 19235      | 19150        |
| Saint-Priest-de-Gimel      | 479                      | 17,68      | 27               | 19236      | 19800        |
| Saint-Salvadour            | 317                      | 19,47      | 16               | 19240      | 19700        |
| Sainte-Fortunade           | 1.793                    | 38,31      | 47               | 19203      | 19490        |
| Seilhac                    | 1.814                    | 25,75      | 70               | 19255      | 19700        |
| Tulle                      | 13.602                   | 24,44      | 557              | 19272      | 19000        |
| Vitrac-sur-Montane         | 239                      | 27,24      | 9                | 19287      | 19800        |
| Tulle Agglo                | 43.550                   | 868,06     | 50               | –          | –            |

## Quelle
1. ↑  www.collectivites-locales.gouv.fr
2. ↑  CA Tulle Agglo (SIREN: 241 927 201) in der Base nationale sur l’intercommunalité (BANATIC) des französischen Innenministeriums (französisch), abgerufen am 28. April 2017.